# Gostingen (Luksemburg)
Gostingen (lb. Gouschteng) – wieś (Uertschaft) we wschodnim Luksemburgu, w kantonie Grevenmacher, w gminie Flaxweiler. Do 3 października 2015 miejscowość leżała w dystrykcie Grevenmacher. Liczy 519 mieszkańców (1 stycznia 2023).